# نجوم الغانم
 نجوم ناصر الغانم من مواليد مدينة دبي عام (1962 -). هي أديبة وشاعرة إماراتية ومخرجة سينمائية، شغلت منصب مدير الإعلام الجديد في مؤسسة الإمارات للإعلام، عضوة في مجلس إدارة في هيئة أبوظبي للثقافة والتراث.
نشرت ثمانية مجموعات شعرية وأخرجت أكثر من عشرين فيلمًا. تعد الغانم ناشطة في مجتمعها وتعتبر كاتبة ومخرجة أفلام معروفة في العالم العربي. وقد حظيت إنجازاتها في الفنون باعتراف على المستويين الوطني والدولي. هي المؤسس المشارك لشركة نهار للإنتاج، وهي شركة إنتاج أفلام مقرها دبي. تعمل حاليًا كموجهة محترفة في صناعة الأفلام والكتابة الإبداعية، بالإضافة إلى عملها كمستشارة ثقافية وإعلامية.
كانت من الأعضاء المؤسسين لاتحاد كتاب وأدباء الإمارات عام 1984. في عام 2019، كانت الفنانة المنفردة للجناح الوطني لدولة الإمارات العربية المتحدة في بينالي البندقية. كما شاركت، إلى جانب أربعة فنانين آخرين، في الجناح الوطني لدولة الإمارات العربية المتحدة في عام 2017. حصلت على وسام فخر الإمارات من جائزة محمد بن راشد للأداء الحكومي المتميز في عام 2018.

## تعليمها
وُلِدت نجوم في دبي في الإمارات العربية المتحدة ونشأت هناك، وكانت الطفل الرابع من بين أحد عشر شقيقًا. عندما كانت شابة، كانت تستمتع بقراءة الكتب عن التصوف، واللاهوت، والفلسفة، والشعر. درست في مدرسة الحي أي (الفريج) التي كانت تقطنها. وفي وقت لاحق، تمكنت من الحصول على قراءاتها من خلال معرض الشارقة الدولي للكتاب. ألهمها الشعر العربي عندما كانت طفلة، مما دفعها لاحقًا إلى كتابة شعرها الخاص. كما أنها كانت تستمتع بالرسم لأن عمتها كانت رسامة ومصورة أيضًا. قبل مسيرتها المهنية في الكتابة، كانت أعمالها منشورة في الصحف والمجلات المحلية. بعد تخرجها من المدرسة الثانوية، قررت الغانم أنها تريد الالتحاق بجامعة في لندن. على الرغم من أن والدها كان يدعم سعيها نحو الفنون، إلا أنه لم يكن يريدها أن تكون وحيدة في بلد مختلف.
وبعد أن أنهت فصل دراسي واحد في جامعة الإمارات العربية المتحدة في العين، سئمت من طبيعة الحياة الجامعية في العين، فقررت العودة للعمل بدوام كامل. قالت عن دراستها: "شعرت وكأنني لا أستطيع التنفس. لم أكن أحب الحياة في السكن الجامعي. في كل مرة كنت فيها في السكن الجامعي كنت أفكر في طرق للهروب". وفي وقت لاحق، أصبحت رئيسة قسم الثقافة والفنون في دبي والإمارات الشمالية. وعلى صعيد الخبرة العملية، بدأت الغانم مسيرتها المهنية في وقت مبكر من عام 1980 حين عملت صحفية لمدة تزيد على عشر سنوات. بعد زواجها وإنجابها لطفلها وبدء مسيرتها المهنية كصحافية، قررت الغانم السفر إلى أوهايو للدراسة مع زوجها. حصلت على درجة البكالوريوس في إنتاج الفيديو من جامعة أوهايو في عام 1996 وحصلت لاحقًا على درجة الماجستير في إنتاج الأفلام من جامعة جريفيث في أستراليا في عام 1999. قالت الغانم: "الفرص ليست مجانية. عليك دائمًا أن تعمل بجد. عليك أن تقرأ، وأن تعلم نفسك، وأن تتعلم عن العالم وأن تكون عاقلًا للغاية فيما تنشره".

## المسيرة الشعرية
بدأت نجوم الغانم الكتابة الشعرية في أواخر السبعينيات ولم تتجه للنشر في الصحافة المحلية في دولة الإمارات، إلا في مطلع الثمانينات. أصدرت أول ديوان لها بعنوان  مساء الجنة  (1989)، ثم تتابعت مجموعاتها الشعرية فأصدرت حتى الآن ستة مجموعات. تتخذ الشاعرة نجوم الغانم من قصيدة النثر شكلاً إبداعياً، مع أنها استهلت مشوارها الإبداعي مع قصيدة التفعيلة. شاركت في العديد من الملتقيات والأمسيات والمهرجانات الثقافية والشعرية في العالم العربي وبعض الدول الأوروبية.
وقد استوحت نجوم شعرها من شعراء عرب آخرين مثل الشاعرة السورية سنية صالح، والشاعرة اللبنانية ناديا تويني، والشاعر الفلسطيني محمود درويش، والشاعر السوري نزار قباني، والشاعر العراقي بدر شاكر السياب. وقالت: «إن أغلب الشعراء في عالمنا هم من الذكور، ولكن الكمية لا تعني الجودة». هناك موضوعات متكررة في شعرها بما في ذلك الشوق، والوحدة، والموت، والمعاناة الإنسانية، والخسارة، والصعوبات التي يمر بها المرء كل يوم. وهي عضو في مجلس إدارة الجائزة العالمية للرواية العربية، وتشارك بشكل منتظم في مهرجان طيران الإمارات للآداب. في عام 2019 ساهمت في كتاب ديوان جديد: حوار غنائي بين الشرق والغرب (مكتبة جينكو).

## الأسلوب الفني
أسلوب نجوم الغانم يتسم بخصائص فريدة تعكس تداخل الفنون واستخدامها المبتكر، سواء في الشعر أو السينما.

### أسلوبها الشعري:
1. التجريب والابتكار: بدأت نجوم الغانم كشاعرة تفعيلة، لكنها سرعان ما انغمست في قصيدة النثر، حيث استخدمت لغة غير تقليدية لإحداث تأثير عميق. تتجنب الأساليب الشعرية التقليدية وتفضل التجريب في بنية النصوص وتنسيقها، مما يعكس تفرداً في استخدام الكلمات.
2. الرمزية والتجريد: تتميز قصائدها بالرمزية العالية والتجريد، مما يسمح بقراءات متعددة ويفتح المجال لتفسيرات مختلفة. تستخدم الصور والتجسيدات بشكل مكثف، مما يضفي طابعاً شعرياً تجريدياً على نصوصها.
3. الأسلوب الشخصي والعاطفي: تعبر أعمالها عن تجربة شخصية عميقة وتفاصيل حياتية، مما يجعلها تجسيداً للألم والفرح والشعور بالانكسار الذي تمر به. يتسم أسلوبها بالصدق والعفوية، مما يجعل القارئ يشعر بالقرب من عالمها الداخلي.
4. التكثيف والإيجاز: تجيد الغانم تكثيف المعاني في بضع كلمات، مما يجعل نصوصها مركزة ومعبرة بوضوح. تتفادى الإسهاب وتفضل التركيز على الجوهر، مما يمنح أعمالها تأثيراً مباشراً وقوياً.

### أسلوبها السينمائي:
1. التداخل بين الفنون: في السينما، تسعى نجوم الغانم إلى دمج الأساليب البصرية والفنية مع السرد القصصي، مستلهمة من تجربتها الشعرية. تعكس أفلامها أسلوباً سينمائياً يتجاوز الأساليب التقليدية، مما يجعلها متميزة في هذا المجال.
2. التصوير الجمالي والتقني: تولي اهتماماً كبيراً للجوانب البصرية والتقنية في أفلامها، حيث تستخدم التصوير والفن البصري لتحقيق رؤية جمالية متكاملة. تساهم تفاصيل الصورة والإضاءة والمونتاج في تعزيز الرسائل التي تريد نقلها.
3. الشخصيات والقصص الواقعية: تتعامل أفلامها مع شخصيات واقعية وتجارب حياتية، مما يضفي عمقاً وشعوراً بالأصالة على أعمالها. تعكس أفلامها تجارب إنسانية صادقة وتطرح قضايا اجتماعية وثقافية بشكل يلامس الواقع.
4. الشغف والديناميكية: يظهر شغفها في عملية الإخراج من خلال ساعات العمل الطويلة والالتزام القوي بالمشروع الفني. تستمد إلهامها من التحديات التي تواجهها في التصوير وتستمر في العمل بديناميكية وحيوية.

### الأسلوب الشمولي:
نجوم الغانم تدمج بين التجريب والابتكار في الشعر والسينما، مما يجعل أسلوبها فريداً ويعكس قدرتها على استخدام الفنون بطرق جديدة ومؤثرة. تجمع بين الرمزية والواقعية، والتجريد والتفاصيل الدقيقة، مما يعزز تجربة المتلقي ويجعل أعمالها ذات صدى قوي ومؤثر.